# Faithful
Faithful er en amerikansk stumfilm fra 1910 af D. W. Griffith.

## Medvirkende
- Arthur V. Johnson som John Dobbs
- Mack Sennett som Zeke
- Florence Barker
- Kate Bruce
- Francis J. Grandon